# Emerentia

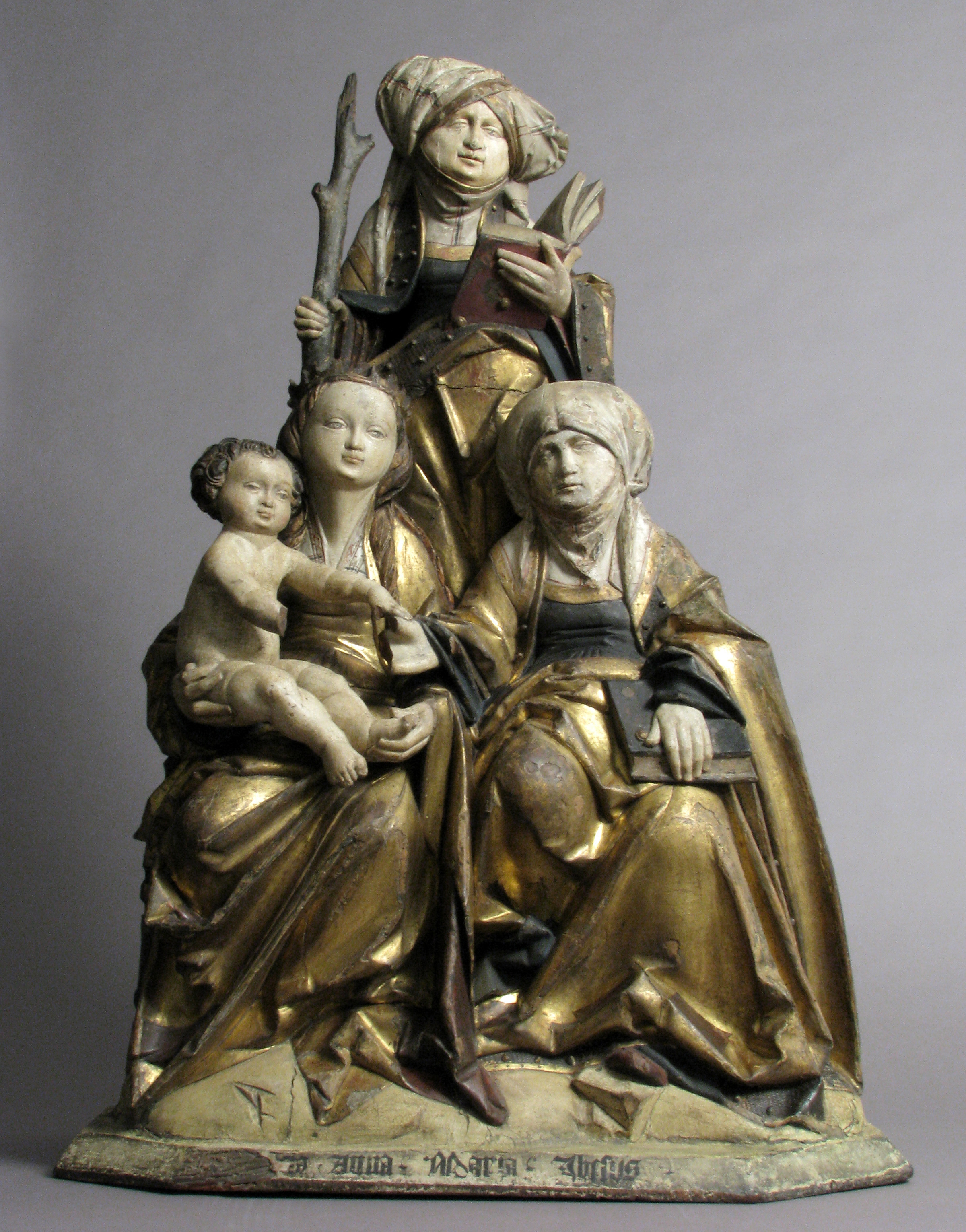
Skupina představující Emerentii, svatou Annu, Pannu Marii a malého Ježíše Krista (anonym, 1400-1600, Metropolitan Museum of Art)

Emerentia je jméno používané pro babičku Panny Marie, matky Ježíše Krista, a to v některých evropských tradicích a umění z konce 15. století. Nesmí se zaměňovat se svatou Emerentianou, římskou mučednicí ze 3. století.

## Životopis
V Novém zákoně nebo Jakubově Protoevangeliu, což je nejstarší zdroj jmenující svatého Jáchyma a svatou Annu jako rodiče Panny Marie, není o svaté Emerentie žádná zmínka.
Příběhy o Anně jsou součástí Legendy Aurey Jacobuse de Voragine, ale její matka v nich uvedená není. Prvním zdrojem výslovně zmiňujícím Emerentii je Badiův (Jodocius Badius Ascensius, 1461–1535) překlad díla Petra Dorlanda Vita gloriosissime matris Anne z roku 1502 obsažený ve větší kompilaci Vita Iesu Christi... ex evangelio et approbatis collectica ab sedula doctor ecclesia per Ludolphum per Saxonia (vydáno v Paříži), který vypráví příběh:
Sedmdesát sedm let před narozením Krista měla zbožná dívka, docela dobře situovaná a pozoruhodně krásná, ve zvyku navštěvovat se svolením rodičů syny proroků na hoře Karmel. Nebyla nakloněná k manželství, dokud jeden z karmelitánů neměl prorocký sen, ve kterém spatřil kořen, z něhož vyrostly dva stromy, jeden měl tři větve, všechny nesoucí květiny, ale jeden byl květ čistější a voňavější než všechny ostatní... Pak se ozval hlas: „Tento kořen je naše Emerentia, předurčená mít velké potomky.“
Dalším zdrojem informací je Johann Eck, který v kázání uvedl, že Annini rodiče se jmenovali Stollanus a Emerentia.

## V umění
Emerentia se objevuje v řadě zobrazení Svatého Příbuzenství, v obrazovém a někdy sochařském zobrazení předků a potomků svaté Anny. Je zobrazovaná mnoha umělci konce 15. a začátku 16. století hlavně v severní Evropě. Tyto skupiny jsou, které byly často oltářními obrazy, jsou známé jako „Emerentia Selbviert“. Těmito vzácnými příklady matrilineární genealogie Ježíše se zabývali moderní vědci v oblasti genderových studií a například ve feministické kritice anglické literatury se objevuje tvrezní, že ženská „trojice“ Marie, její matka Anna a její babička Emerentia se odráží ve dvou Shakespearových hrách.